# Antoine-Claude-Jean Cavé d'Haudicourt
Antoine-Claude-Jean Cavé d'Haudicourt (25 novembre 1781, Paris - 3 juin 1839, Tartigny), est un homme politique français.

## Biographie
Maire de Tartigny, où se trouvaient ses propriétés, il fut élu, le 6 mars 1824, par le collège de département de l'Oise, avec 194 voix sur 274 votants, membre de la Chambre des députés, où il vota en soutien fidèle du gouvernement.

## Sources
- « Antoine-Claude-Jean Cavé d'Haudicourt », dans Adolphe Robert et Gaston Cougny, Dictionnaire des parlementaires français, Edgar Bourloton, 1889-1891 [détail de l’édition]